# Jaime Martín
Jaime Martín (Barcelona, 1966) és un il·lustrador i autor de còmic català.

## Biografia

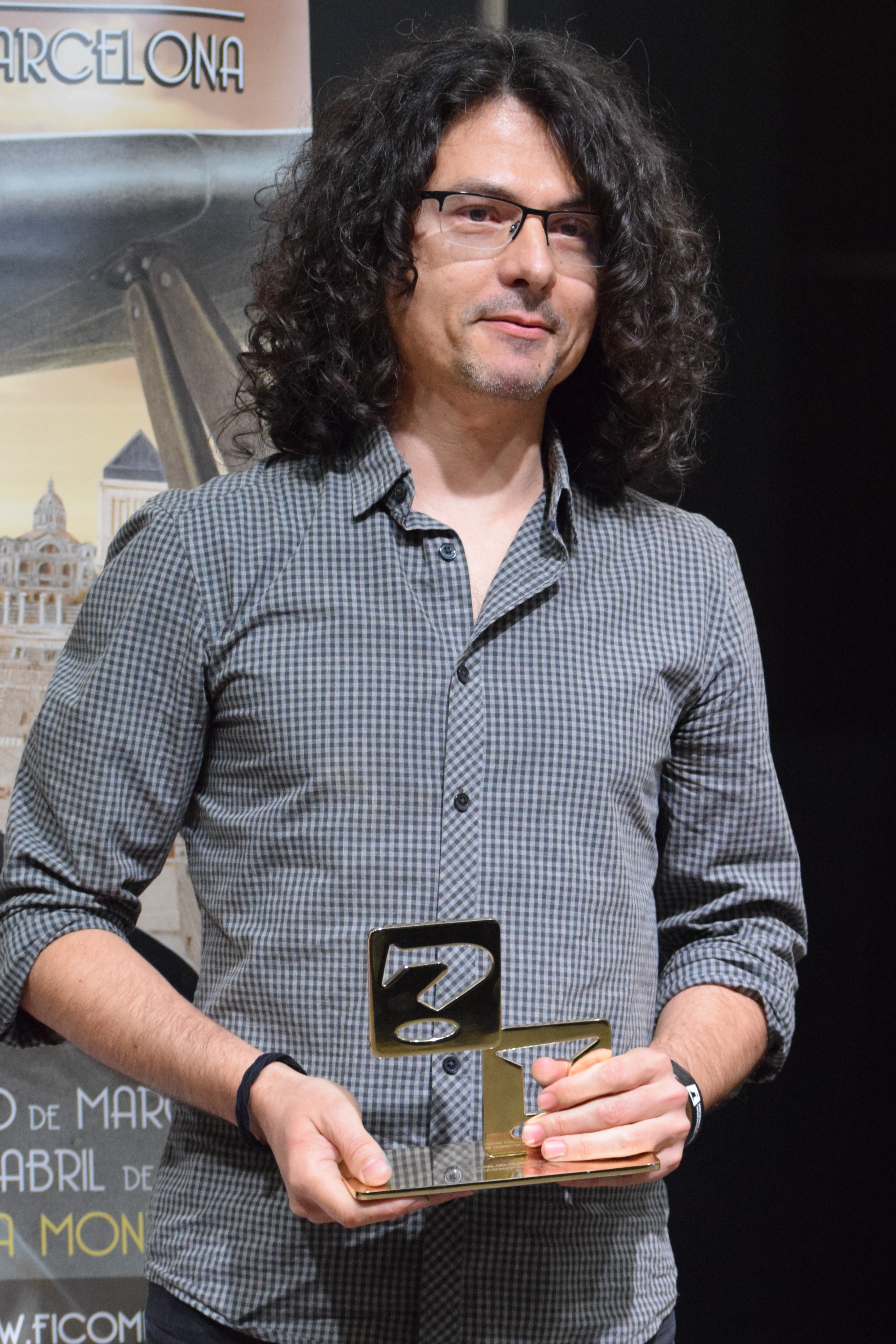
Jaimé Martín amb el premi a la millor obra del Saló del Còmic de Barcelona (2017).

Va començar la seva trajectòria professional l'any 1985 en revistes humorístiques com Caníbal, Bichos, Humor a Tope i Pulgarcito.
L'any 1987 va començar a col·laborar de forma regular amb la revista El Víbora, realitzant històries més personals com Sangre de Barrio (1989-2005), Los primos del Parque (1991-92) i La Memoria Oscura (1994-95). Totes aquestes històries aparegueren de forma seriada en la revista i es caracteritzaven per tenir un marcat component autobiogràfic i un component de crítica social.
El 1990 va rebre el Premi a l'Autor Revelació del 8è Saló Internacional del Còmic de Barcelona, per l'obra Sangre de barrio. L'any 1996 comença a treballar com a professor a l'Escola Joso,especialitzada en el món del còmic.
A partir dels anys 2000, en no trobar editor espanyol, inicià una col·laboració amb l'editorial franco-belga Dupuis, responsable de la publicació de treballs com Ce que le vent apporte (2007), Toute la poussière du chemin (2010), Les guerres silencieuses (2014) i Jamais je n'aurai 20 ans(2016). Tots els àlbums foren publicats posteriorment en castellà.
El contingut autobiogràfic dels primers còmics de Martín, com Sangre de Barrio (1989) o Los primos del parque (1992) va deixar pas a partir dels anys 2010 a obres inspirades en les memòries familiars de l'autor. Les guerres silencieuses (2014), es basà en les memòries militars del seu pare al conflicte bèl·lic d'Ifni, metre que Jamais je n'aurai 20 ans (2016), va prendre com a referència les memòries dels seus avis durant la Guerra Civil espanyola. La confrontació crítica de Martín amb ambdós conflictes bèl·lics, posen de manifest les inclinacions pacifistes i antiautoritàries de l'autor, que es va declarar objector de consciència perquè «sabia que no aniria bé això d'obeir sense opció a pensar i perquè sí» i afirmava que «mai mataré per un polític o per una bandera. És ingenu anar de voluntari a l'iraq creient que ho fas per la pau del món».
La seva triologia de "la memòria" fou doblement recompensada pel Saló Internacional del Còmic de Barcelona. El 2017 el còmic Jamais je n'aurai 20 ans li va valer el seu primer premi a la millor obra. Quatre anys més tard, repetiria aquest mateix guardó per Nous aurons toujours 20 ans, el còmic que posa fi a la triologia sobre tres generacions de la seva família.

## Obra
- La basca que más casca (La Cúpula, 1989)
- Flores sobre el asfalto (La Cúpula, 1990)
- Los primos del parque (La Cúpula, 1991)
- Los cuentos de los primos del parque (La Cúpula, 1992)
- Sangre de barrio (La Cúpula, 1994)
- Sex games (La Cúpula, 1998)
- La memoria oscura (La Cúpula, 2001)
- Invisible (Edicions Ponent, 2004)
- Ce que le vent apporte (Dupuis, 2007) / Lo que el viento trae (Norma, 2008)
- Toute la poussière du chemin (Dupuis, 2010) / Todo el polvo del camino (Norma, 2010)
- Les guerres silencieuses (Dupuis, 2013) / Las guerras silenciosas (Norma, 2014)
- Jamais je n'aurai 20 ans (Dupuis, 2016) / Jamás tendré 20 años (Norma, 2016)
- Nous aurons toujours 20 ans (Dupuis, 2020) / Siempre tendremos 20 años (Norma, 2020)

## Premis i reconeixements
- 1990 - Premi a l'Autor Revelació del 8è Saló Internacional del Còmic de Barcelona, per l'obra Sangre de barrio[4]
- 2009 - Nominació al premi al millor dibuix del Saló del Còmic de Barcelona de 2009 pel còmic Lo que el viento trae.
- 2017 - Premi a la millor obra del Saló del Còmic de Barcelona de 2017 per Jamais je n'aurai 20 ans.
- 2019 - 26è Premi Ivà al millor historietista professional.
- 2021 - Premi a la millor obra del Saló del Còmic de Barcelona de 2021 per Nous aurons toujours 20 ans.[6]